# Odontophrynus
Az Odontophrynus a kétéltűek (Amphibia) osztályába, a békák (Anura) rendjébe és az Odontophrynidae családba tartozó nem.

## Elterjedése
A nembe tartozó fajok Dél-Amerika keleti és déli részein honosak.

## Rendszerezésük
A nembe az alábbi fajok tartoznak:
- Odontophrynus americanus (Duméril & Bibron, 1841)
- Odontophrynus carvalhoi Savage & Cei, 1965
- Odontophrynus cordobae Martino & Sinsch, 2002
- Odontophrynus cultripes Reinhardt & Lütken, 1862
- Odontophrynus juquinha Rocha, Sena, Pezzuti, Leite, Svartman, Rosset, Baldo, and Garcia, 2017
- Odontophrynus lavillai Cei, 1985
- Odontophrynus maisuma Rosset, 2008
- Odontophrynus monachus Caramaschi & Napoli, 2012
- Odontophrynus occidentalis (Berg, 1896)